# Phytomyza platensis
Phytomyza platensis är en tvåvingeart som beskrevs av Brethes 1923. Phytomyza platensis ingår i släktet Phytomyza och familjen minerarflugor. Inga underarter finns listade i Catalogue of Life.